# Japan Soccer League 1968
La temporada 1968 de la Japan Soccer League fue el cuarto campeonato de Primera División del fútbol japonés organizado por la Japan Soccer League. El torneo se desarrolló en una rueda de todos contra todos, entre el 13 de abril de 1968 y el 22 de diciembre de 1968. 
Toyo Kogyo gana el título por cuarta vez en su historia.

## Clasificación
| Pos | Equipo             | Pts | PJ | G  | E | P  | GF | GC | DIF  |
| --- | ------------------ | --- | -- | -- | - | -- | -- | -- | ---- |
| 1.  | Toyo Kogyo         | 21  | 14 | 10 | 1 | 3  | 31 | 11 | ＋20 |
| 2.  | Yanmar Diesel      | 19  | 14 | 7  | 5 | 2  | 29 | 18 | ＋11 |
| 3.  | Mitsubishi Motors  | 18  | 14 | 7  | 4 | 3  | 25 | 18 | ＋11 |
| 4.  | Yawata Steel       | 17  | 14 | 7  | 3 | 4  | 32 | 19 | ＋13 |
| 5.  | Furukawa Electric  | 17  | 14 | 7  | 3 | 4  | 24 | 17 | ＋7  |
| 6.  | Nagoya Mutual Bank | 9   | 14 | 3  | 3 | 8  | 17 | 25 | －8  |
| 7.  | Hitachi            | 8   | 14 | 3  | 2 | 9  | 17 | 31 | －14 |
| 8.  | Nippon Kokan       | 3   | 14 | 0  | 3 | 11 | 10 | 46 | －36 |

|  |            |
|  | Campeón.   |
|  | Promoción. |

### Promoción
| JSL          | Ida | Vuelta | Copa Amateur            |
| ------------ | --- | ------ | ----------------------- |
| Hitachi      | 1-0 | 3-2    | Urawa Club (Subcampeón) |
| Nippon Kokan | 1-0 | 0-1    | Toyota Motors (Campeón) |

No hubo descensos.